# Ficimia
Ficimia är ett släkte av ormar. Ficimia ingår i familjen snokar.
Arterna är med en längd upp till 75 cm små ormar. De förekommer i Amerika från södra Texas till Honduras. Habitatet varierar mellan bland annat halvöknar och skogar. Födan utgörs främst av spindeldjur och mångfotingar. Honor lägger ägg. Individerna har huggtänder längre bak i käken. Det giftiga bettet orsakar inga allvarliga besvär hos människor.
Arter enligt Catalogue of Life och The Reptile Database:
- Ficimia hardyi
- Ficimia olivacea
- Ficimia publia
- Ficimia ramirezi
- Ficimia ruspator
- Ficimia streckeri
- Ficimia variegata